# 南社

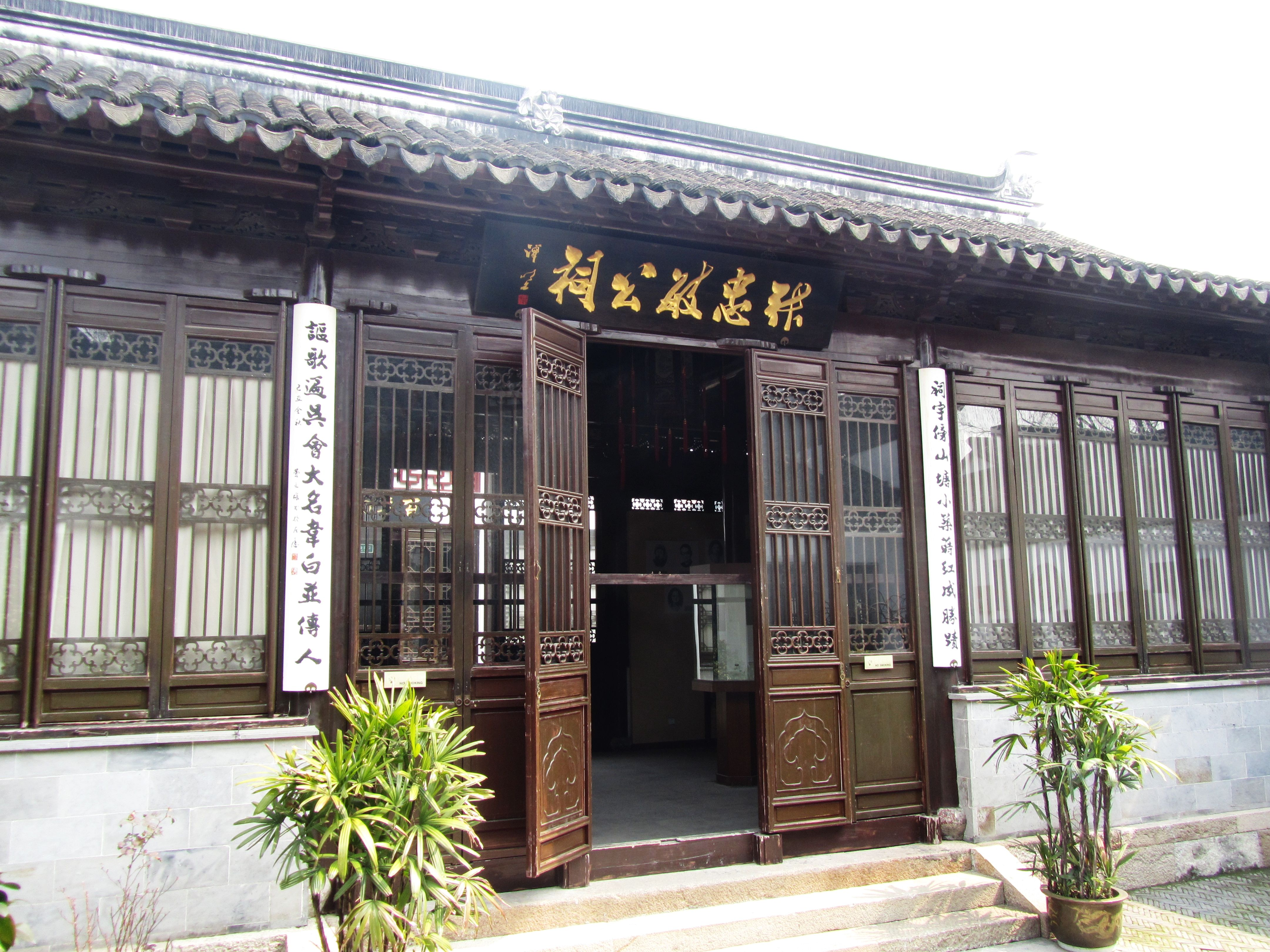
南社成立处，苏州山塘街张忠敏公祠，现中国南社纪念馆

南社是辛亥革命時期的文學團體，社名取“操南音，不忘其舊”之意。南社是中國近代文學史上規模最大的文學社團。反对满清贵族统治，和同盟会会为犄角。南社全盛时期社员1,183人，连同各分社人数超过3,000人。

## 历史
於1909年11月13日由同盟會會員陳去病、高旭和柳亞子发起在苏州山塘街张忠敏公祠成立，第一届南社雅集共17人。南社的前身可以溯源到陳去病等人于1906年成立的“黃社”、1907年成立的“神交社”、1908年成立的“匡社”以及“秋社”。1911年，绍兴、 沈阳、 广州、南京等地又分别成立“越社”、“辽社”、“广南社”和“淮南社”等分社，南社社員人數達1180餘人。1917年，因对“同光体”的评价发生争论，南社内部开始分裂。1923年中华民国大总统选举中，曹锟以5,000元支票为报酬助其当选，受贿选举议员包括19名南社成员（高旭、景耀月、马小进、叶夏声、饶芙裳、陈家鼎、席绶、骆继汉、蔡突灵、狄楼海、景定成、赵世钰、李安陆、陈九韶、王有兰、于均生、彭昌福、陈祖基、易宗夔）导致其最终解体。
1923年，柳亞子惊觉被好友出卖，与高旭等人划清界限，并与其他激進派南社社員在上海成立了“新南社”，其中已有共產黨人參加。1924年，傅熊湘等傳統派南社社員成立了“南社湘聚”。1943年，朱劍芒在福建永安成立了“南社閩集”。

## 出版物
《南社丛刻》是南社主办的刊物。自1910年1月至1923年12月，共出版22集。此外，1910年10月11日（重阳节），周实等在南京凭吊明孝陵，事后刊行《白门悲秋集》；1917年，出版《南社小说集》；二者均为《南社丛刻》的增刊。

## 南社雅集
南社有固定的集会和临时集会，称之为雅集，截至1923年解体前共有十八次雅集。
| 届数     | 时间           | 集会地               | 参会人物 |
| -------- | -------------- | -------------------- | --- |
| 第一届   | 1909年11月13日 | 苏州山塘街张忠敏公祠 | 陈去病、柳亚子、陈陶遗、朱少屏、景耀月、黄宾虹、蔡守、朱锡梁、庞树柏、沈砺、俞锷、冯平、赵正平、林砺、诸宗元、胡颖之、林之夏共17人。 |
| 第二届   | 1910年4月10日  | 杭州西湖唐庄         | 陳去病、柳亞子、邹铨、马叙伦、朱少屏等16人                                                                                           |
| 第三届   | 1910年8月16日  | 上海张家花园         | 陳去病、高旭、柳亚子、黄宾虹、包天笑等19人                                                                                           |
| 第四届   | 1911年2月13日  | 上海愚园             | 柳亞子、高旭、柳亚子、姚光、朱少屏等34人                                                                                             |
| 第五届   | 1911年9月17日  | 上海愚园             | 柳亞子、朱少屏、姚光、陈其美、宋教仁等35人                                                                                           |
| 第六届   | 1912年3月13日  | 上海愚园             | 柳亞子、朱少屏、叶楚伧、黄侃、李叔同等42人                                                                                           |
| 第七届   | 1912年10月27日 | 上海愚园             | 柳亞子、郑佩宜、高旭、姚光、胡朴安、高燮等35人                                                                                       |
| 第八届   | 1913年3月16日  | 上海愚园             | 姚光、高燮、姚锡钧、胡朴安、胡怀琛等12人                                                                                             |
| 第九届   | 1913年10月8日  | 上海愚园             | 陳去病、高燮、杨锡章、姚锡钧、俞剑华等16人                                                                                           |
| 第十届   | 1914年3月29日  | 上海愚园             | 陳去病、叶楚伧、庞树柏、俞剑华、冯平等18人                                                                                           |
| 第十一届 | 1914年10月10日 | 上海愚园             | 不详 |
| 第十二届 | 1915年5月9日   | 上海愚园             | 陳去病、柳亞子、叶楚伧、郑佩宜、蔡寅等42人                                                                                           |
| 第十三届 | 1915年10月17日 | 上海愚园             | 蔡寅、姚光、叶楚伧、邵力子、申圭植等27人                                                                                             |
| 第十四届 | 1916年6月4日   | 上海愚园             | 柳亞子、郑佩宜、叶楚伧、陆衍文、庞树柏等56人                                                                                         |
| 第十五届 | 1916年9月24日  | 上海愚园             | 柳亞子、郑佩宜、叶楚伧、姚光、朱少屏等34人                                                                                           |
| 第十六届 | 1917年4月15日  | 上海徐园             | 柳亞子、余天遂、叶楚伧、余十眉等39人                                                                                                 |
| 第十七届 | 1919年4月6日   | 上海徐园             | 余天遂、姚光、王德钟、朱翱、姚肖尧等26人                                                                                             |
| 第十八届 | 1922年6月11日  | 上海半淞园           | 高旭、徐自华、胡朴安、朱剑芒、顾无咎等23人                                                                                           |

## 相关建筑物
- 中国南社纪念馆（张忠敏公祠）
- 姚光故居（上海南社纪念馆）
- 柳亚子纪念馆
- 陈去病故居
- 高旭故居
- 叶楚伧故居
- 叶楚伧故居 (姑苏区)
- 周瘦鹃故居
- 李根源纪念室
- 沈钧儒纪念馆
- 平湖市李叔同纪念馆
- 周庄迷楼
- 嘉善西塘西园

## 書目
- 陶英惠. . 臺灣: 秀威出版社. 2008-12-01. ISBN 978-986-221-127-4 （中文）.（繁體中文）
- 盧文芸. . 北京: 社會科學文獻出版社. 2008年8月. ISBN 978-750-970-266-6 （中文）.（简体中文）
- 楊玉峰. . 香港: 中華書局出版有限公司. 2012年11月6日. ISBN 978-988-818-197-1 （中文）.（繁體中文）